# 星屑のインターリュード
「星屑のインターリュード」は、fhánaの楽曲。林英樹が作詞、佐藤純一が作曲を手掛けた。fhánaの5枚目のシングルとして2014年11月5日にLantisから発売された。

## 概要
本曲は、テレビアニメ『天体のメソッド』のエンディングテーマに起用された。fhánaとしては初めて原作のないオリジナル作品。佐藤は90年代初期のJ-POPのキラキラしたサウンドにブラックミュージック寄りのベースラインを足していったという。
シングルの3曲目には、当曲をAvec Avecがリミックスしたバージョンが収録されている。

## シングル収録内容
| 全作詞: 林英樹。 |                                                             |           |             |           |      |
| #                | タイトル                                                    | 作詞      | 作曲        | 編曲      | 時間 |
| 1.               | 「星屑のインターリュード」                                  | 林英樹    | 佐藤純一    | fhána     | 6:27 |
| 2.               | 「ソライロピクチャー」                                      | 林英樹    | yuxuki waga | fhána     | 4:27 |
| 3.               | 「星屑のインターリュード」(Avec Avec "twilight town" Remix) | 林英樹    | 佐藤純一    | Avec Avec | 6:19 |
| 4.               | 「星屑のインターリュード」(Instrumental)                    | 林英樹    |             |           | 6:27 |
| 5.               | 「ソライロピクチャー」(Instrumental)                        | 林英樹    |             |           | 4:27 |
| 合計時間:        | 合計時間:                                                   | 合計時間: | 合計時間:   | 28:07     |      |